# Singa bifasciata
Singa bifasciata är en spindelart som beskrevs av Schenkel 1936. Singa bifasciata ingår i släktet Singa och familjen hjulspindlar. Inga underarter finns listade i Catalogue of Life.